# Anna Ishii
Anna Ishii (石井 杏奈, Ishii Anna), née le 11 juillet 1998 à Tokyo (Japon), est une actrice et danseuse japonaise.

## Filmographie sélective

### Cinéma
- 2015 : Solomon's Perjury (ソロモンの偽証, Soromon no gishō?) de Izuru Narushima
- 2017 : Jun, la voix du cœur (心が叫びたがってるんだ。, Kokoro ga Sakebitagatterunda.?) de Naoto Kumazawa
- 2021 : Homunculus (ホムンクルス, Homunkurusu?) de Takashi Shimizu